# Heinrich Müller (Richter)

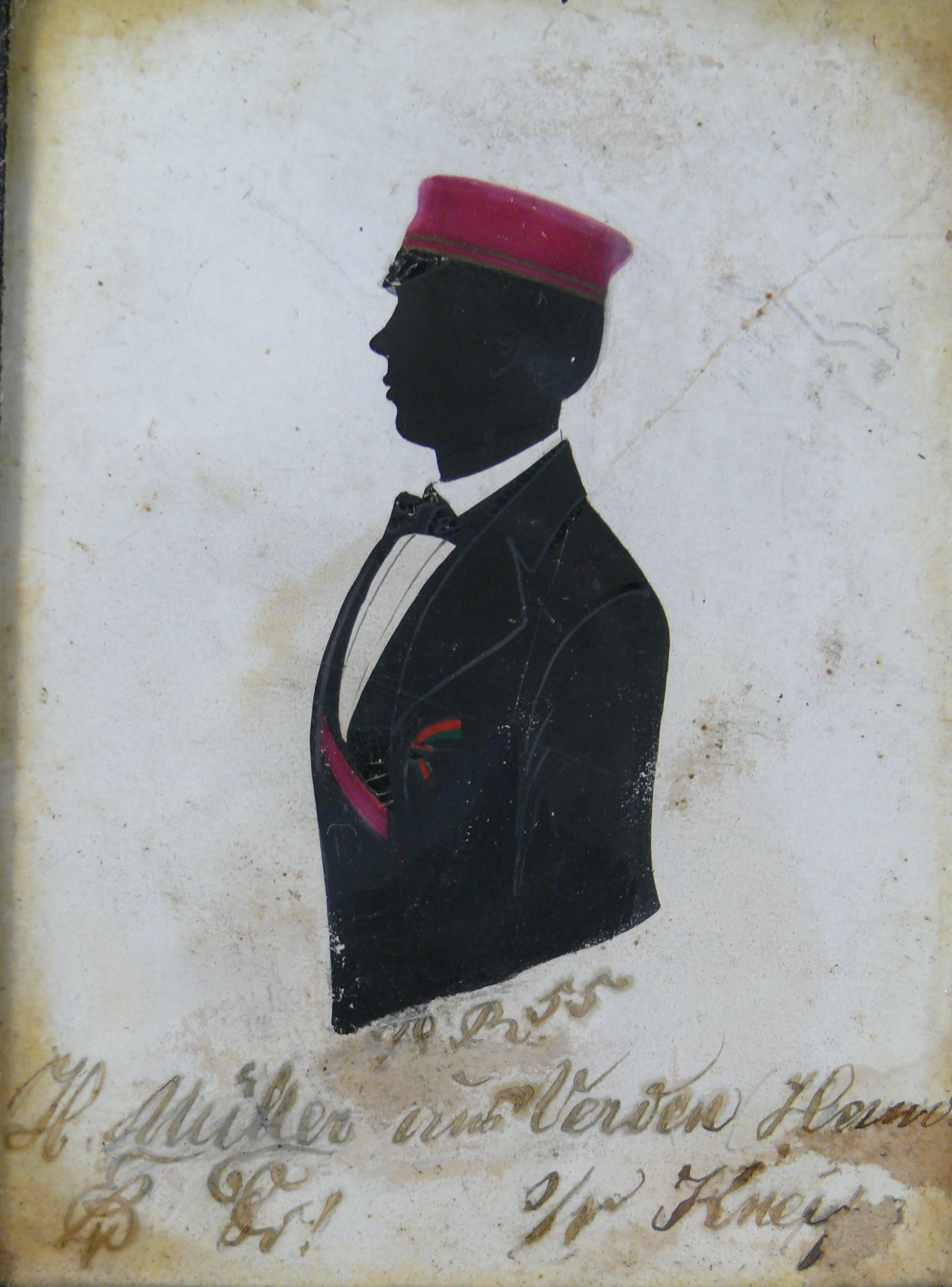
Müller als Vandale

Heinrich Müller (* 19. September 1834 in Verden; † 7. April 1906 in Leipzig) war ein deutscher Richter im Königreich Hannover. Zuletzt war er Reichsgerichtsrat in Leipzig.

## Leben
Als Sohn des Verdener  Rentmeisters begann Müller an der Georg-August-Universität Göttingen Rechtswissenschaft zu studieren. Er wurde im Corps Bremensia Göttingen aktiv. Er wechselte an die Ruprecht-Karls-Universität Heidelberg, wo er sich am 16. Dezember 1854 auch Bremensias  Kartellcorps Vandalia Heidelberg anschloss. Im Herbst 1855  inaktiviert, kehrte er nach Göttingen zurück, wo er wieder in seinem Muttercorps aktiv war.
Seit 1856 Auditor, wurde er auf die  Krone Hannover vereidigt. Ab 1861 kam er als Gerichtsassessor nach Hameln, Osnabrück und Ahlden. 1862 wurde er Amtsgerichtsassessor beim Amtsgericht Osterode am Harz. Er kam 1865 als Obergerichtsassessor nach Nienburg/Weser. Nachdem Hannover 1866 vom Königreich Preußen  annektiert worden war, wurde Müller 1869 Obergerichtsrat in Nienburg. 1879 ernannte man ihn zum Landgerichtsrat in Naumburg (Saale). 1881 wurde er als Landgerichtsdirektor an das Landgericht Kiel versetzt. 1889 kam er an das Reichsgericht, in dessen III. Strafsenat und im III. Zivilsenat er tätig war. 1901 trat er in den Ruhestand.